# 13. konjeniški polk (Italija)
13. konjeniški polk Cavalleggeri di Monferrato (izvirno italijansko 13º Reggimento di Cavalleria di linea) je bil konjeniški polk (Kraljeve sardinske in Kraljeve) Italijanske kopenske vojske.